# Strandseeigel
Der Strandseeigel (Psammechinus miliaris) ist ein in der Nordsee und an den atlantischen Küsten Westeuropas verbreiteter Seeigel.

## Merkmale

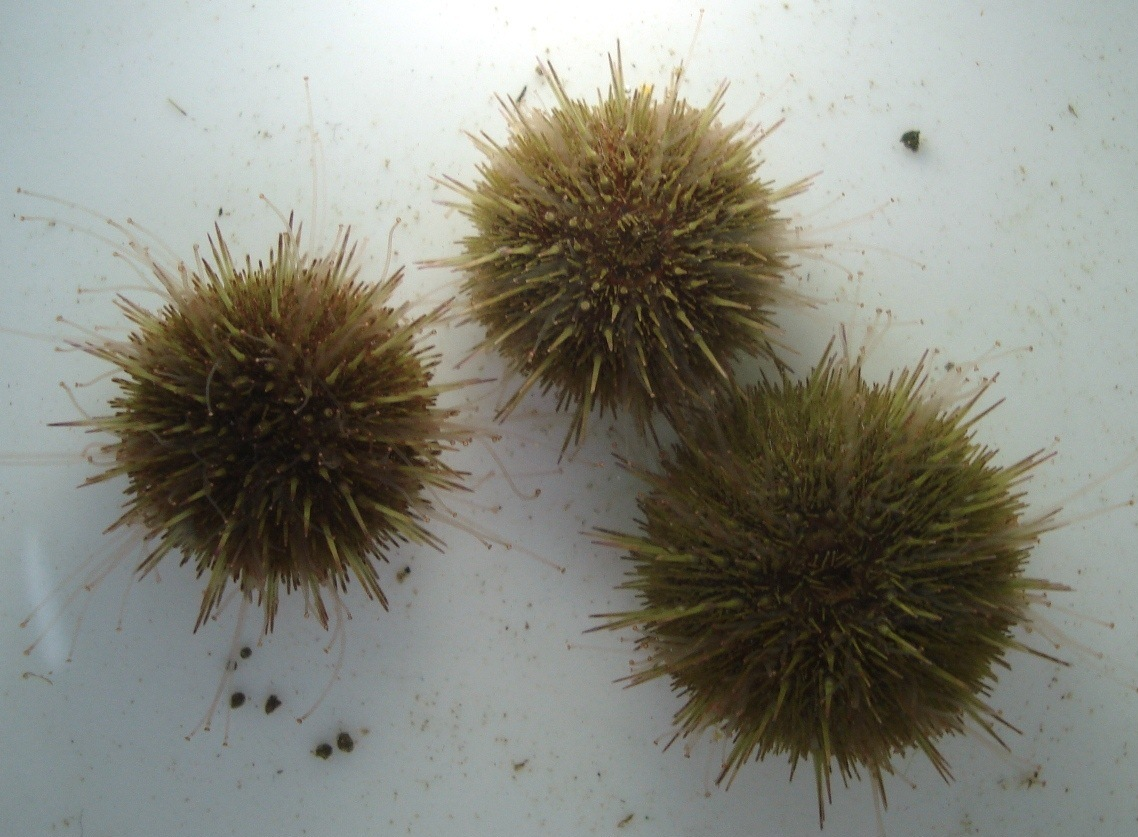
Lebende Strandseeigel (Psammechinus miliaris) – erkennbar sind die Pedicellarien zwischen Stacheln (Kleiner Belt / Ostsee)

Psammechinus miliaris hat einen dorsoventral abgeflachten Körper mit einem oft annähernd fünfeckigen Umriss und einem Durchmesser von bis zu 5 cm, meist jedoch etwa 3,5 cm und einer grünlichen Färbung sowohl des Gehäuses als auch der Stacheln, wobei die Spitzen der letzteren meist in arttypischer Weise violett gefärbt sind. Das Gehäuse hat ein recht kleines Apikalsystem, und das Mundfeld ist dicht mit dicken Platten besetzt, an denen zahlreiche Pedicellarien, jedoch keine Stacheln sitzen. Jede Ambulakralplatte hat drei Paar Poren. Das Gehäuse ist dicht mit annähernd gleich langen Stacheln überzogen, bei denen die Primärstacheln gegenüber den erst später gebildeten Sekundärstacheln nicht auffallen. Auf dem nackten Gehäuse kann man jedoch die Reihen der Knötchen für die Primärstacheln deutlich erkennen. Die Interambulakralplatten sind mit je drei Knötchen versehen, an denen jeweils ein Stachel sitzt, wobei das größere, mittlere Knötchen den Primärstachel trägt; auf jeder Interambulakralplatte sitzt also ein Primärstachel. Die globiferen Pedicellarien sind klein, meist sehr zahlreich und haben Zange mit eher breiten, offenen Außenteile. Auf jeder Seite der Zange sitzt an ihren dünnen Kanten, die nicht durch Kreuzbalken verbunden sind, je eine Reihe von Zähnen. Die kräftigen dreizähnigen Pedicellarien tragen dagegen breite, blattartige Zangen.

## Verbreitung und Lebensraum
Der Strandseeigel ist in der Nordsee und im östlichen Atlantischen Ozean an den Küsten Westeuropas von Island bis Marokko verbreitet. Er fehlt an den Küsten Amerikas, Grönlands und im Mittelmeer.
Psammechinus miliaris lebt in der Gezeitenzone und bis in Meerestiefen von 100 m insbesondere auf felsigen Substraten, in größeren Tiefen auch in Seegraswiesen und auf sandigem oder schlammigem Untergrund.
Psammechinus miliaris kann große Populationsdichten erreichen, so etwa in einer Seegraswiese mit Zostera marina vor der Westküste Schottlands, wo 182 Seeigel pro Quadratmeter gefunden wurden, während es im benachbarten schlammigen Sediment 28 waren.

## Fortpflanzung
Der Strandseeigel ist getrenntgeschlechtlich, und die Weibchen und Männchen kommen im Frühling und Frühsommer zusammen. Ein Weibchen entlässt mit einem Mal etwa 80.000 bis 2,5 Millionen Eier, die im freien Meerwasser vom Sperma der Männchen befruchtet werden. Die frei schwimmenden Echinopluteus-Larven bilden ein Teil der Zooplanktons, bis sie nach ein bis zwei Monaten auf den Grund absinken und zu Seeigeln metamorphosieren.

## Ernährung
Psammechinus miliaris ist ein Allesfresser und weidet mithilfe seiner Laterne des Aristoteles sowohl Algen ab als auch erbeutet er sessile oder sich nur langsam fortbewegende Tiere, darunter Polychaeten wie etwa Polydora ciliata, sessile Hydrozoen, Rankenfußkrebse und verschiedene andere kleine Krebse, kleine Muscheln, Kieselalgen und Braunalgen, aber auch Aas und Detritus. Zu seiner bevorzugten pflanzlichen Nahrung gehört Zuckertang (Saccharina latissima), den er sowohl frisch als auch verfault frisst, doch verweilt frischer Tang wegen seiner schwereren Verdaulichkeit länger im Darmtrakt des Seeigels. Er beeinflusst die Populationsdynamik verschiedener Tier- und Pflanzenarten erheblich, so etwa bei der von ihm gefressenen Vielborsterart Pomatoceros triqueter und verschiedenen Algenarten. Ein einzelner Seeigel kann an einem Tag etwa 8 bis 12 Seepocken (Semibalanus balanoides) oder 6 Miesmuscheln (Mytilus edulis) fressen.

## Verwendung durch den Menschen
Vom Menschen werden vor allem die Gonaden sowohl der Weibchen als auch der Männchen gegessen. Die Seeigel werden an den europäischen Küsten gesammelt, doch wird auch an Möglichkeiten der Aquakultur geforscht.